# 大森嘉之
大森 嘉之（おおもり よしゆき、1972年1月6日 - ）は日本の男性俳優。
今井事務所所属。
京都府京都市南区出身。

## 人物
- 資格：普通自動二輪車
- 特技：空手二段（剛柔流）、剣道初段
- 趣味：散歩
- 京都市立八条中学校卒業。京都市立塔南高等学校卒業後、1991年、俳優になるべく上京。
- 島田紳助の甥っ子
- 既婚者

## 受賞
- 1992年『青春デンデケデケデケ』
  - 第66回キネマ旬報ベスト・テン 最優秀新人賞
  - 第14回ヨコハマ映画祭 最優秀新人賞
  - 第17回報知映画賞 最優秀新人賞
  - 第47回毎日映画コンクール スポニチグランプリ新人賞
  - 第16回日本アカデミー賞 新人俳優賞
- 1997年『トキワ荘の青春』
  - 高崎映画祭 最優秀助演男優賞

## 出演作品

### 映画
- 瀬戸内少年野球団（1984年）- 正木三郎 役
- ボクちゃんの戦場（1985年）- 朝比奈隆 役
- ツルモク独身寮（1991年）- クニオ 役
- 悪友（1992年）- 倉科涼 役
- 濹東綺譚（1992年）- 悟 役
- 湾岸バッド・ボーイ・ブルー（1992年）- 貴志 役
- 青春デンデケデケデケ（1992年）- 合田富士男 役
- 人間交差点 不良（1993年）- 組員B 役
- 難波金融伝・ミナミの帝王シリーズ 第3作から第16作まで（1993年 - 1996年）- 金子竜也 役
- 武闘の帝王（1993年）- 木暮 役
- 虹の橋（1993年）- 彌市 役
- きこぱたとん（1993年）- 喜坂祥 役
- (暴)株式会社1・2・3（1993年 - 1994年）- 金城繁 役
- 横浜ばっくれ隊（1994年）- 直次 役
- 釣りバカ日誌スペシャル（1994年）- 武 役
- 極つぶし（1994年）- 園田高志 役
- 第三の極道（1995年）- 平田篤 役
- ひめゆりの塔（1995年）- 成田衛生兵 役
- WINDS OF GOD（1995年）- 清水少尉 役
- 静かな生活（1995年）- オーちゃん 役
- 痴漢日記 尻を撫で回し続けた男（1995年）
- チンピラぶるーす ど・アホ！（1996年）
- トキワ荘の青春（1996年）- 赤塚不二夫 役
- 走らなあかん 夜明けまで（1996年）- 大山三治 役
- 義務と演技（1997年）- 小西 役
- 誘拐（1997年）- 刑事 役
- 絆 -きずな-（1998年）- 出前持ち 役
- 実録・梁山泊 パチプロ列伝 浪花の哲（1999年）- パチンコ店店長 役
- 御法度（1999年）
- ゴジラ2000 ミレニアム（1999年）- 危機管理情報局スタッフ 役[1]
- 新・男樹（2000年）- 渡辺 役
- 淀川長治物語 神戸篇 サイナラ（2000年）- ヤクザ 役
- 海辺の映画館―キネマの玉手箱（2020年） - 金城亀吉 役

### テレビドラマ
- 松本清張一周忌特別企画・或る『小倉日記』伝（1993年、TBSテレビ） - 江波 役
- もうひとつのJリーグ (1993年、日本テレビ) - 吉本邦広　役
- さすらい刑事旅情編VI 第10話（1993年12月22日、テレビ朝日）
- 東芝日曜劇場『ボクの就職』（1994年、TBSテレビ） - 大山得夫 役
- バスガイド愛子シリーズ 第2シリーズから第4シリーズまで（1994年 - 1997年、TBSテレビ）
- 土曜ドラマ（NHK）
  - 遠い国からの殺人者（1995年） - 木山浩 役
- 十津川警部シリーズ16 寝台急行「銀河」殺人事件（1999年1月4日、TBSテレビ） - 山田裕一郎（銀河の乗客）役
- 大河ドラマ（NHK）
  - 龍馬伝（2010年）- 大洲藩士 役
  - 青天を衝け（2021年）- 加藤友三郎 役
- 山本周五郎ドラマ さぶ（2020年、NHK BSプレミアム・スーパープレミアム枠） - 青木又左衛門 役